# Albizia guachapele
Albizia guachapele là một loài thực vật có hoa trong họ Đậu. Loài này được (Kunth) Dugand miêu tả khoa học đầu tiên.